# Xanthorhoe imperviata
Xanthorhoe imperviata là một loài bướm đêm trong họ Geometridae.